# Zamarada michaeli
Zamarada michaeli is een vlinder uit de familie van de spanners (Geometridae). De wetenschappelijke naam van de soort is voor het eerst geldig gepubliceerd in 2011 door Klaus-Rüdiger Beck & Timm Karisch.

## Type
- holotype: "male. 1.-2.VI.2008. leg. Felix"
- instituut: SMTD, Dresden, Germany
- typelocatie: "Cameroon, Mt. Cameroon, 5 km SW Ekona, 4°14'N, 9°20'E, 1500 m"